# Kleine klaver
De kleine klaver (Trifolium dubium) is een kleine, bijna onbehaarde plant. In België en Nederland is de plant heel algemeen in grasland en bermen. Het aantal chromosomen is 2n = 16 of 28.
Het 10-30 cm hoge plantje heeft een hoofdjesachtige tros met vijftien tot twintig gele bloempjes. Hierin onderscheidt de soort zich van de sterk gelijkende liggende klaver (Trifolium campestre), die er meestal meer dan twintig per bloemtros heeft. Na de bloei is de bloem geel-bruin. De bloeitijd is van mei tot september. De vrucht is een eenzadige peul.
De blaadjes van de kleine klaver zijn licht gepunt, terwijl die van de eveneens sterk gelijkende hopklaver (Medicago lupulina) bijna volledig, maar niet geheel zijn uitgerand. De 2 mm lange en 1,5 mm brede zaden van de kleine klaver worden bruin, die van de hopklaver zwart. Hopklaver behoort tot een ander geslacht: rupsklaver (Medicago), dat zich van het geslacht klaver onderscheidt door de vierkantige stengels. De stengels van het geslacht klaver (en dus ook van kleine klaver) zijn rond. De bloemen van hopklaver zijn bovendien helderder geel.
Bij zowel de kleine klaver als de liggende klaver zitten de bloemtrossen op lange, uit de bladoksel ontspruitende steeltjes.

## Verspreiding
Kleine klaver komt van oorsprong voor in Europa met uitzondering van het noorden van Scandinavië, in Marokko, de Zwartezeekust en de kuststrook van Syrië, Libanon en Israël. De soort is ook ingeburgerd in Nieuw-Zeeland, het zuidoosten en zuidwesten van Australië, op Taiwan en in Japan, in grote delen van de Verenigde Staten, de westkust van Canada, plaatselijk in Midden-Amerika, van het westen van Venezuela tot het noorden van Peru en op enkele plaatsen in Chili. In Nederland en Vlaanderen is deze plant overal zeer algemeen en in Wallonië algemeen.